# Wer sich umdreht oder lacht …
Wer sich umdreht oder lacht … ist ein Kriminalhörspiel aus der Reihe des Radio-Tatorts. Die Textvorlage stammt von John von Düffel, der bereits für mehrere Radio-Tatorte für Radio Bremen das Skript um das Bremer Ermittlerduo Hauptkommissarin Claudia Evernich und Claas Berding sowie den sie begleitenden Staatsanwalt Dr. Kurt Gröninger lieferte. Wer sich umdreht oder lacht wurde zum ersten Mal am 16. Mai 2011 ausgestrahlt.
Der vorliegende 42. Fall der Gesamtreihe und vierte Fall des Bremer Tatorts verbindet die nahezu manische Verehrung einer Jurastudentin zu Staatsanwalt Kurt Gröninger und den Fund einer tödlich gestürzten Seniorin in einem Haus in der Vahr auf tragische Weise. Der Unfall wird von einer psychisch vorgeschädigten Angehörigen so sehr als Mordversuch interpretiert, dass am Ende sogar Gröninger als Mordverdächtiger dasteht. Dennoch gibt es in diesem Fall des Bremer Ermittlerduos, dessen zentrales Thema Stalking ist, keinen eigentlichen Mordfall und Gröninger steigt zum zweiten Mal nach der vorangegangenen Episode Das fünfte Gebot in der Achtung der Kommissarin.

## Inhalt
Zu Anfang des Falls hält Staatsanwalt Dr. Kurt Gröninger einen Gastvortrag an der juristischen Fakultät der Universität Bremen. Kernpunkt des für die meisten Zuhörer trockenen Vortrags ist das Thema der Gerechtigkeit. Diese wäre gleichzeitig das am meisten missbrauchte und höchste Gut innerhalb eines Rechtssystems. Daher gelte es stets die Gerechtigkeit zu garantieren. Nach dem Vortrag fängt ihn die junge, attraktive Studentin Katharina ab und deckt den erkenntlich verlegenen, jedoch dafür empfänglichen Gröninger mit Komplimenten ein. Gegen seinen zaghaften Widerstand lädt sie ihn zu einem Kaffee in die Mensa ein, um über sein Thema und eine Angelegenheit, die sie selbst betrifft, reden zu können.
Währenddessen fahren Hauptkommissarin Claudia Evernich und ihr Assistent Claas Berding zu einem leicht vernachlässigten Haus in Bremen-Vahr. Die Kollegen waren vom Notdienst alarmiert worden, da dem Auffinden einer tödlichen gestürzten Rentnerin ein anonymer Notruf vorausgegangen war. Beide finden jedoch keine Indizien für Fremdeinwirkung und somit eine Gewalttat: Die Seniorin scheint im Morgenmantel die Treppe heruntergefallen zu sein, aufgrund eines Oberschenkelhalsbruchs konnte sie sich nicht mehr bewegen und verstarb letztlich an ihren inneren Verletzungen. Auf der Matte vor der Haustür liegen noch die Morgenzeitung und eine Tüte Frühstücksbrötchen, was als vermeintliche Leistung eines Bringdienstes zwar irritiert, aber am einheitlich getroffenen Endergebnis nichts ändert. Außerdem wird es später durch die Untersuchungsergebnisse der Pathologin Dr. Michel bestätigt. Ein Nachbar, der die beiden Ermittler zunächst für Einbrecher hält, kann ihnen jedoch weitere Hinweise über die familiären Verhältnisse der Verstorbenen liefern. Svetlana Pleve, eine russische Spätaussiedlerin lebte wohl trotz ihrer beiden Kinder relativ zurückgezogen und vereinsamt. Der Sohn wäre wohl nur gekommen, wenn er um Geld gebettelt hätte. Früher auf die schiefe Bahn geraten, habe er als ehemaliger Drogensüchtiger wegen Beschaffungskriminalität auch eingesessen. Die Tochter hätte es wohl zu etwas gebracht, studiere Jura, aber ließe sich lediglich einmal die Woche für ein paar Stunden bei der alten Frau blicken.

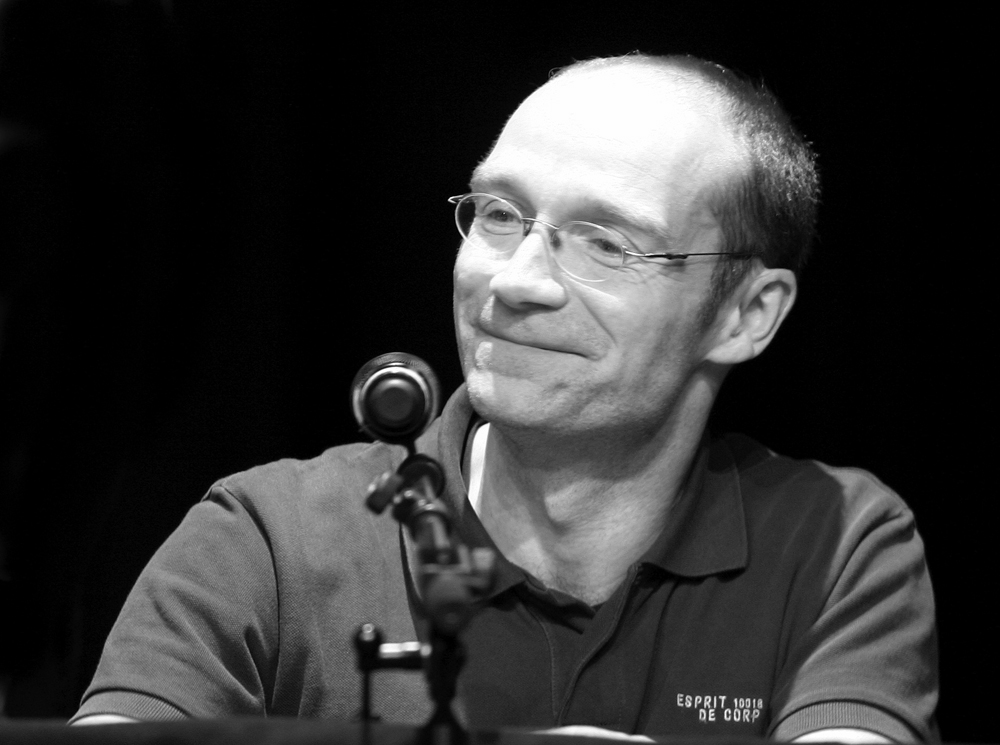
Autor John von Düffel, 2008

Da die beiden Polizisten durch ihren Einsatz den Vortrag Gröningers nicht verfolgen konnten, loben sie am nächsten Morgen mit den Worten des lokalen Rundfunksenders spitzfindig dessen Wirkung. Doch Gröninger hat zum Erstaunen Evernichs anderes im Sinn. Er besteht zögernd, aber dennoch bestimmt auf der Fortsetzung der Ermittlungen, da ihm persönlich Verdachtsmomente für eine Gewalttat vorliegen würden. Erst nach bohrendem Nachhaken der Hauptkommissarin deckt er einigermaßen verlegen die Quelle auf: Es ist Katharina Pleve, die Jurastudentin, die ihren Bruder Dimitri verdächtigt, die gemeinsame Mutter im Streit um Geld die Trepper heruntergestoßen zu haben. Widerstrebend nehmen Berding und Evernich die Ermittlungen auf, obwohl ihnen die persönliche Einflussnahme und Betroffenheit des Staatsanwalts nicht gefallen.
Selbst Gröninger muss feststellen, dass er sich in dem Wesen Katharinas offensichtlich getäuscht hat. Die junge Frau zeigt in ihrem manischen Einfordern ihres Ziels „Gerechtigkeit“, sprich der Strafverfolgung ihres Bruders, und der unbedingten persönlichen Aufmerksamkeit Gröningers alle Anzeichen eines Stalkers. Davon unabhängig hat Claas Berding ebenfalls keinen allzu guten Eindruck von Katharina, als er sie in ihrer WG-Wohnung bei ihrer promisken Freundin Irina besucht. Katherina sehe zwar aus wie ein russisches Topmodel mit Doktortitel, aber beide junge Frauen seien „charakterlich nicht sein Fall“. Bei der Untersuchung der Telefonverbindungen entdeckt man jedoch, dass Dimitri Pleve hinter dem anonymen Anruf steckt. Trotz seiner in den letzten sechs Jahren erfolgten Resozialisierung gerät er damit zum Verdächtigen. Er gibt zu, sich häufiger mit seiner Mutter gestritten zu haben, aber deswegen würde man ja seine Mutter nicht umbringen. An dem fraglichen Morgen habe er ihr früh die Brötchen und die Zeitung vorbeigebracht. Nachdem sie nicht sofort geöffnet habe, wäre er zunächst nach Hause gefahren. Nach zwei Stunden jedoch, als beides immer noch auf der Türmatte lag, habe er die Tür geöffnet und seine tote Mutter gefunden. Aus Angst einer Gewalttat verdächtigt zu werden, habe er daher den Notdienst benachrichtigt. Die Polizei nimmt ihn daher in Gewahrsam.

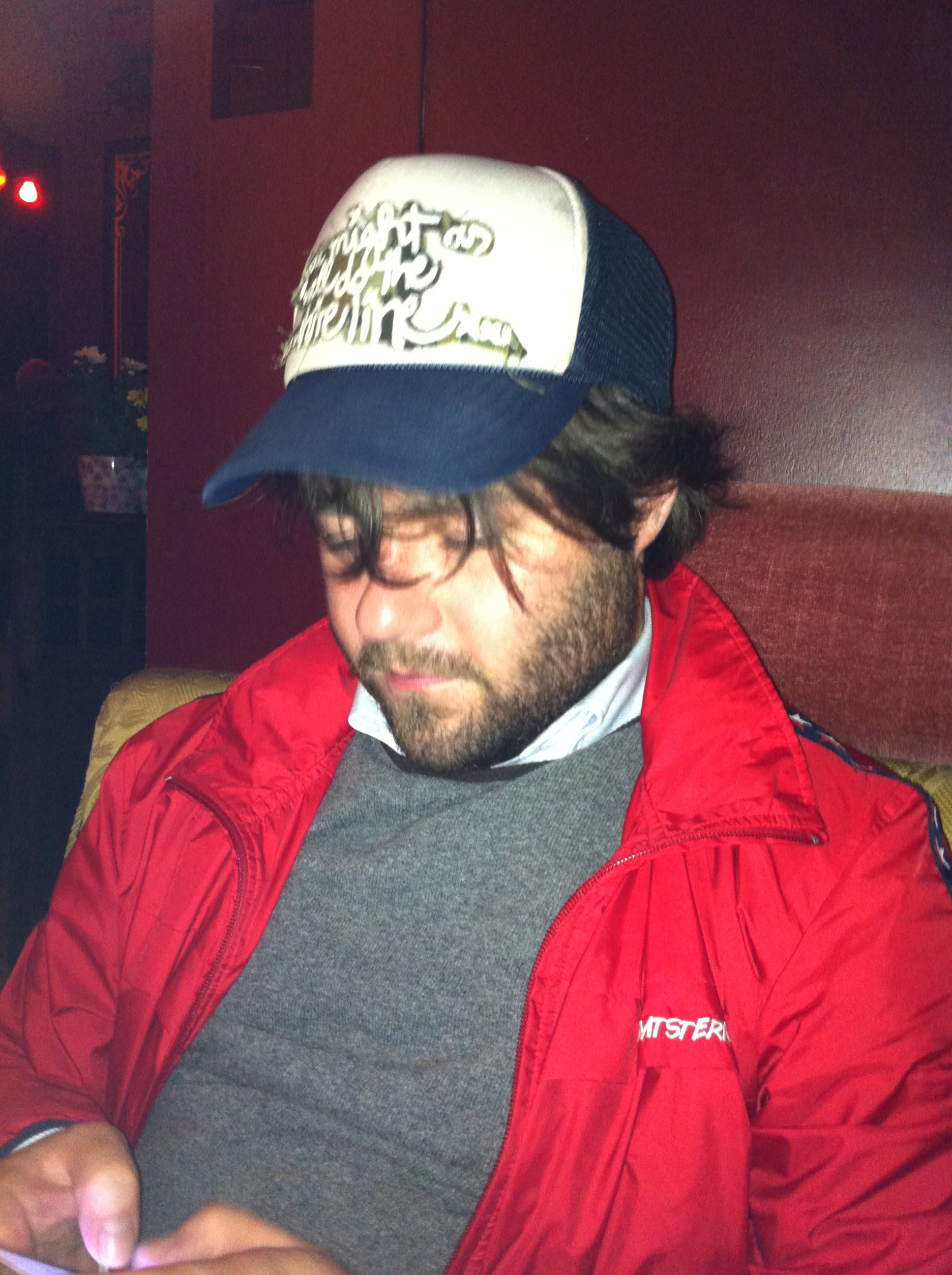
Fjodor Olev, Sprecher des Dimitri Pleve, 2011

Währenddessen warnt Evernich Gröninger in dem Fall wegen deutlicher Befangenheit und dem Stalken Katherinas weiterhin beteiligt zu sein. Der junge Staatsanwalt sieht dies gerade ein, als beide feststellen müssen, dass Katherina seine Fahrradreifen zerstochen hat und ihm provokativ das Tatwerkzeug, ein Steakmesser vor die Füße wirft und dabei hasserfüllte Drohungen auststößt. Enerviert lässt Gröninger sich von dem Fall entbinden und nimmt aufgrund der häufigen Anrufe der jungen Frau vor dem Zubettgehen ein Schlafmittel.
Am nächsten Morgen erreicht eine überraschende Mitteilung die Beamten: Katherina Pleve wurde von ihrer Mitbewohnerin Irina verblutet in einer verwüsteten Wohnung aufgefunden. Da Dimitri Pleve sich in Untersuchungshaft befindet, wird dadurch ausgerechnet Gröninger zum ersten Tatverdächtigen. Doch Berding und dem Notarzt fällt bereits auf, dass die große Mehrheit der Stich- und Schnittverletzungen nur oberflächlicher Natur waren. Lediglich eine Wunde war lebensbedrohlich. Diese Beobachtung wird später durch die Pathologin bestätigt, die zudem herausfindet, dass Katherina vor ihrem Tod eine größere Dosis Schmerzmittel zu sich genommen hat. Als Gröninger im Präsidium mitsamt einem eingetüteten Steakmesser und seinem Anrufbeantworter erscheint, will ihn Evernich besorgt aus der Schusslinie halten, aber Gröninger hat Katherinas verhängnisvolles Vorgehen durchschaut. Auf dem Anrufbeantworter phantasiert Katherina davon, dass Dimitri sie bedrohe und angreife, um ihren Bruder bei der Polizei weiter in Misskredit zu bringen. Aufgrund des prophylaktisch eingenommenen Schmerzmittels musste sie sich bei einem Schnitt mit einem Steakmesser verrechnet haben, der eine Hauptvene traf. Da Irina auch über Nacht fortgeblieben war, Dimitri in Haft ein felsenfestes Alibi hatte, verkalkulierte sie sich in mehrfacher Hinsicht. Weder wurde sie rechtzeitig gerettet, noch konnte der Verdacht auf ihren Bruder fallen.
Gröninger berichtet, dass Katherina von Anfang ihren Bruder in ein schlechtes Licht stellen wollte, um ihn als verurteilten Gewalttäter vom Erbe auszuschließen. Ihr manisches Einfordern von Gerechtigkeit sei wohl Teil ihrer Psychose gewesen. Evernich zollt Gröninger offen Respekt angesichts der Art und Weise, wie er verantwortungsvoll seine anfänglichen Fehler eingestanden und die Situation geklärt habe. Gerade als sich beide verabschieden wollen, händigt ihm die Pförtnerin einen abgegebenen Umschlag aus. Es ist Katherinas Manuskript seines Vortrags, in dem bezeichnenderweise die letzte Seite zur Gerechtigkeit doppelt unterstrichen wurde: „Es gibt nichts, was schlimmer zu ertragen sein dürfte, als das Ausbleiben von Gerechtigkeit.“ Doch Gerechtigkeit hat letztendlich nur Dimitri erfahren dürfen, der sonst unschuldig um sein Erbe gebracht worden wäre.

## Hintergrund
Bei der Besetzung der Nebenrollen ging Radio Bremen einen ungewöhnlichen Weg, indem man einen Wettbewerb auslobte, bei dem sich Fans des Radio-Tatorts für eine Sprechrolle bewerben konnten. Aus 120 Interessenten wählte man Ulrike Kolvenbach aus Wüsting für die Rolle der Pförtnerin aus. Die Vorpremiere fand am 23. Mai 2011 in der „hörbar“ des Bremer Theaters statt, die erste regelrechte Radiosendung erlebte das Hörspiel am 15. Juni 2011.

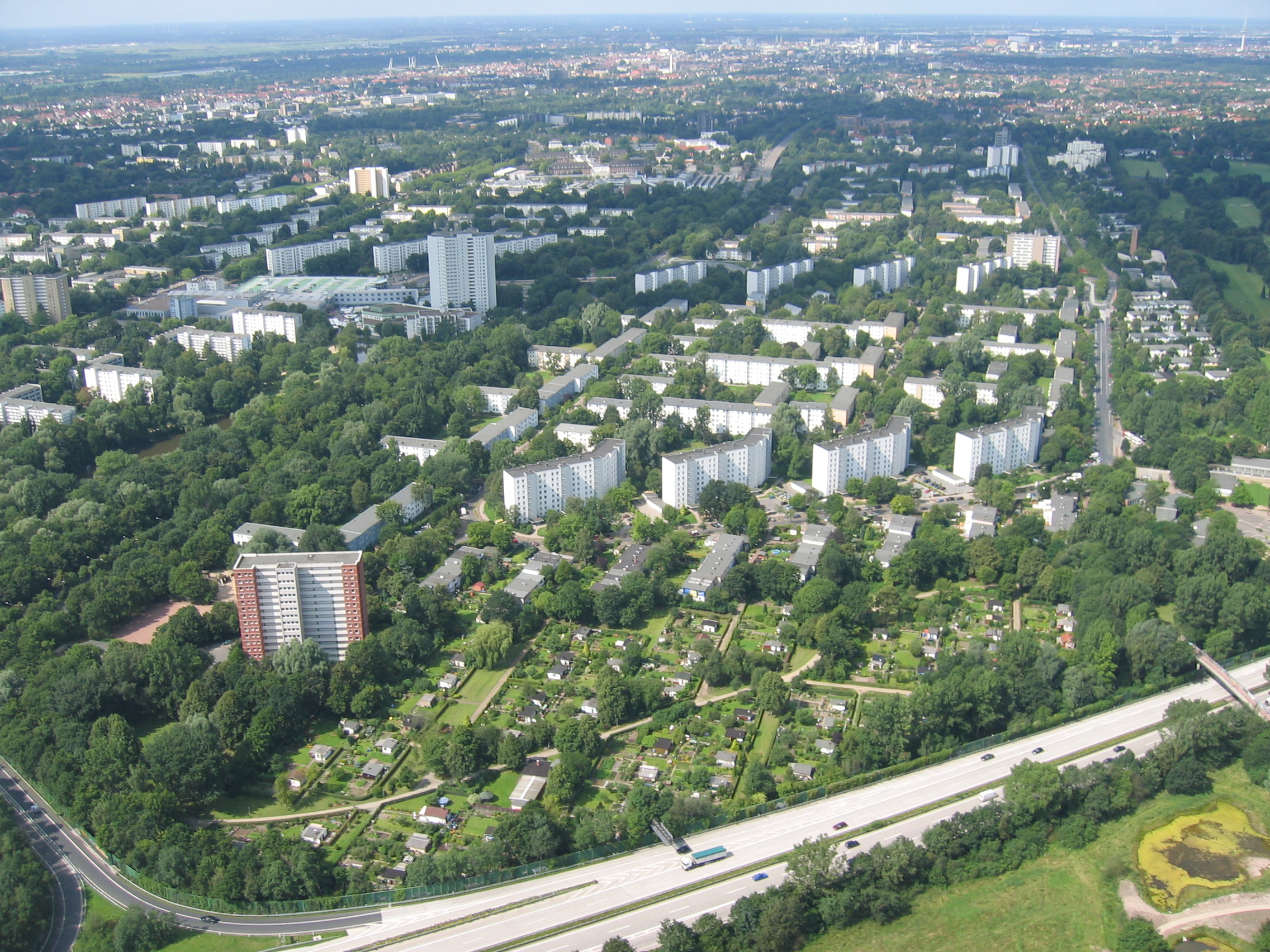
Bremen-Neue Vahr – Blick von Ost nach West: Vordergrund und rechte Bildhälfte Neue Vahr Nord, Mitte Aalto-Hochhaus, dahinter und links Neue Vahr Süd, oberer Bildrand v. l. n. r. Flughafen, Weserstadion, Innenstadt

Im Interview mit Janine Lüttmann, Radio Bremen, fragte man den Autor von Düffel nach dem Ursprung des ungewöhnlichen Titels, woraufhin dieser antwortete: „Ich wollte schon immer eine Geschichte über Stalking machen, in der das Stalking-Opfer ein Mann ist, in diesem Fall der ermittelnde Staatsanwalt Dr. Gröninger, der von einer jungen Frau erst umschwärmt, dann verfolgt wird. Und was könnte dieses Gefühl, verfolgt zu werden und jemanden im Nacken zu haben, besser ausdrücken als das alte Lied vom Plumpsack.“ Markus Meyer als Staatsanwalt Gröninger gefiel es ausdrücklich seiner Figur auch privatere, „sensiblere“ Züge zu geben.
Fachausdrücke oder Ermittlungsdetails klärt von Düffel mit dem Polizeiberater Jan Kunze ab.
Über den privaten Hintergrund der Hauptfiguren erfährt man in dieser Episode, dass Claas Berdings Großmutter auch jetzt noch im Bremer Stadtteil Vahr wohnt, er sie regelmäßig besucht und sie die Gegend auch heute schätze, „allerdings überlegt sie zumindest etwas Russisch zu lernen“, um sich gegenüber den zugezogenen Spätaussiedlern verständlich machen zu können. Daher erklärt sich seine Vertrautheit mit der Fundortumgebung. Gröninger hingegen gibt bei seinen Klagen über den Vandalismus an seinem Fahrrad preis, dass er kein gebürtiger Bremer ist: „Das ist mir in Bremerhaven nie passiert.“ Außerdem scheint in der Staatsanwaltschaft eine längerfristige Wette über den weiteren Verbleib des prinzipientreuen, pedantischen Gröninger zu laufen. Da dieser es entgegen der ursprünglichen Erwartung inzwischen drei Jahre in Bremen ausgehalten hat, hat seine Sekretärin Frau Schmitz bereits die zweite Kiste Sekt gewonnen.

## Rezension
„Die Inhaltsangabe wirkt schon etwas merkwürdig; eine Staatsanwalts-Stalkerin fordert die Phantasie des Hörers schon ordentlich heraus. Das wirkt auf den ersten Blick arg konstruiert und so, als hätte man es an den Haaren von Bremerhaven nach Bremen gezogen. Aber John von Düffel versteht sein Handwerk und erzählt dann einen sehr ordentlichen Fall, der trotz überschaubarem Täterkreis die Lösung des Falles lange verbirgt. Dies gelingt auch, weil man dem Hörer geraume Zeit eine einfach zu durchschauende Fallgestaltung vorgaukelt – bis es zu einer überraschenden Wendung kommt, die den Fall dann doch noch mal komplett auf den Kopf zu stellen scheint. Aber auch hier hat von Düffel dem Hörer einen kleinen Holzweg gebaut. Das macht dieses Hörspiel bis zum Ende interessant und überzeugend. […] Die Inszenierung kommt ohne großen Schnickschnack aus. Eine gradlinige Produktion, bei der vielleicht die etwas gewöhnungsbedürftige Musik auffällt, die aber auch keine übergeordnete Rolle spielt. Dies obliegt hauptsächlich den guten Schauspielern – allen voran Marion Breckwoldt, die hier dem Stück am deutlichsten ihren Stempel aufdrückt.“